# Bengt Ågren (konstnär)
Bengt Albin Ågren, född 8 mars 1936 i Karlskrona, död 13 december 2016 i Kalmar, var en svensk målare och grafiker.
Han var son till yrkesmålaren Axel Walfrid Ågren och Elsa Maria Kindgren och från 1965 gift med Mona-Lisa Marianne Ågren. Han var som konstnär autodidakt och bedrev självstudier under resor till Frankrike, Belgien, Marocko och Danmark. Tillsammans med Ingemar Nilsson och Erik Karlsson ställde han ut i Kalmar och Nybro 1964 och han har medverkat i vandringsutställningar med ABF i Kalmar samt samlingsutställningar med Smålands konstnärsförbund. Han medverkade i Kalmar Lions Clubs grafikmapp 1958. Ågren är representerad med järnreliefen Skeppet vid Sjöbefälsskolan i Kalmar och på Kalmar konstmuseum. Han är gravsatt i minneslunden på Skogskyrkogården i Kalmar.

### Fotnoter
1. ↑  "Bengt var en mycket generös person" Arkiverad 5 januari 2017 hämtat från the Wayback Machine. Östra Småland Nyheterna 4 januari 2017. Läst 26 maj 2017.
2. ↑  ”Kalmar konstmuseum”. Arkiverad från originalet den 10 december 2017. https://web.archive.org/web/20171210232616/http://konstdatabas.designarkivet.se/index.php/Detail/Object/Show/object_id/2470. Läst 10 december 2017.
3. ↑  FinnGraven